# Marco (usurpador)
Marco (em latim: Marcus) foi um usurpador romano contra o imperador Honório na Britânia entre 406 e 407.

## Carreira
Marco foi um soldado na Britânia que foi proclamado imperador pelo exército romano em 406. É possível que ele tenha ascendido ao poder como uma reação às crescentes invasões que o império vinha sofrendo e ao recuo sistemático das legiões das províncias mais exteriores para o centro do território imperial. Havia poucas tropas capazes de defender a Britânia nesta época dos ataques de inimigos como os irlandeses, por exemplo, como é evidente pelos registros como o Niall dos Nove Reféns, por exemplo. É provável que as tropas da região, que tinham ligações familiares com as guarnições nativas, tenham resistido às ordens de realocação para a Itália justamente num período de tanta instabilidade. A ascensão de Marco pode ter sido resultado disto ou de alguma outra crise sobre a qual não temos informação nenhuma. Já se conjecturou que a revolta seria especificamente contra Estilicão, o mestre dos soldados (magister militum) de Honório, que teria respondido permitindo que os vândalos e outras tribos germânicas atravessassem o Reno no fatídico 31 de dezembro de 406.
Tudo o que se sabe sobre seu governo é que ele não conseguiu agradar ao exército e acabou sendo morto rapidamente. Seu substituto, foi o fugaz usurpador Graciano, segundo Zósimo. Em sua pseudo-histórica Historia Regum Britanniae, Godofredo de Monmouth faz referência a um Gracianus Municeps, que teria tomado o trono da Britânia do rei Dionoto (Dionotus). É possível que ele tenha baseado seus personagens na história de Graciano e Marco.